# Satsumoncultuur
De Satsumoncultuur  (Japans: 擦文文化, Satsumon Bunka) was een archeologische cultuur in Noord-Honshu en Zuid-Hokkaido, Japan,  van de Asukaperiode tot de tweede helft van de Kamakuraperiode  (700 tot 1200 AD). 
De cultuur is mogelijk ontstaan uit de voorafgaande Epi-Jomoncultuur onder invloed van de Yamato in het zuiden. Ze wordt door meerdere wetenschappers geïdentificeerd met de Emishi, bekend uit de Japanse kronieken.  
Naast de Satsumoncultuur verspreidde zich vanaf de 9e eeuw (vroege Heianperiode) de Ochotskcultuur over het noorden van Hokkaido tot de oostkust van de Zee van Ochotsk. Tot de 13e eeuw (late Kamakuraperiode) grensde het aan het Satsumon-cultuurgebied, gecentreerd in het oosten van Hokkaido. Door het samengaan van de Satsumoncultuur met de Ochotskcultuur zou de klassieke Aino-cultuur zijn ontstaan.

## Datering en verspreiding
Het gebruik van Satsumon-aardewerk begon in de late 6e eeuw en vroege 7e eeuw. Het aardewerk van de voorafgaande Epi-Jomon-periode had een touwpatroon, maar in de Satsumon-periode had het een "geborsteld" oppervlak, waarschijnlijk verkregen door bewerking met een houten spatel. Deze techniek werd ook gebruikt bij het Haji-aardewerk van Honshu, en toont daarmee de sterke zuidelijke invloed. 
Aan het einde van de Satsumon-periode nam het gebruik van aardewerk af, en werd ze opgevolgd door de Aino-cultuur, die ook ijzerwaren gebruikte om te koken. De overgang naar de Aino-cultuur blijft onduidelijk, vanwege het kleine aantal bevestigde archeologische vindplaatsen en het verdwijnen van aardewerk, waardoor chronologie moeilijk is. Het lijkt erop dat het einde werd bereikt in de 11e tot 13e eeuw (late Heian- tot late Kamakuraperiode).

## Economie
De bevolking hield zich bezig met de jacht en visvangst in de rivieren. Daarnaast verbouwde men tarwe, gierst, boekweit, boerengierst (Echinochloa frumentacea) en mungbonen. Rijst werd slechts in geringe mate gevonden, en werd mogelijk door handel met Honshu verkregen.
Het gebruik van ijzer was wijdverbreid, en stenen werktuigen namen in aantal af. Het meest voorkomende ijzeren gereedschap was een type mes, waarschijnlijk gebruikt voor het bewerkern van hout. Daarnaast werden bijlen, zwaarden, ijzeren sieraden, vishaken en naalden gevonden. Er werden ook koperen spiegels en Chinese bronzen munten gevonden. Deze metalen voorwerpen werden voornamelijk verkregen door handel met Honshu, maar sommige kwamen via het noorden van het continent. Het lijkt erop dat er lokaal geen ijzer werd geproduceerd, maar er zijn wel sporen van ijzerbewerking (smeden) gevonden. 
De mensen van de Satsumon-cultuur leefden in vierkante kuilhuizen in kleine tot middelgrote nederzettingen nabij de rivieren. Uit de voorafgaande tweede helft van de Epi-Jomon-periode werden maar weinig woningen gevonden, en de werkelijke situatie is onbekend. De kuilwoningen van de Satsumoncultuur bezitten kamado-ovens met een rookkanaal, vergelijkbaar met woningen uit de Kofunperiode elders in Japan. In de latere Aino-periode werden deze niet meer gebruikt.
- Library of Congress Control Number: sh98002235
- Nationale Bibliotheek van Israël: 987007563734505171